# Miguel Ricart
Miguel Ricart Tárrega (Catarroja, Comunidad Valenciana; 12 de septiembre de 1969) es un criminal español que fue sentenciado a 170 años de prisión el 5 de septiembre de 1997 por haber sido encontrado culpable del crimen de Alcácer, que cual incluyó el secuestro, tortura, violación y asesinato de tres adolescentes de catorce y quince años del municipio valenciano de Alcácer: Miriam García, María Deseada "Desirée" Hernández y Antonia "Toñi" Gómez.
Tras la suspensión de la denominada Doctrina Parot, su sentencia se redujo a 21 años, acordándose así la fecha de su liberación para el 19 de enero de 2023. No obstante, Ricart fue liberado de prisión con antelación, el 29 de noviembre de 2013. Es la única persona que ha sido juzgada y condenada en relación con el crimen debido a la fuga del supuesto segundo autor material de los hechos, Antonio Anglés.

## Antecedentes
Miguel Ricart Tárrega nació el 12 de septiembre de 1969 en Catarroja, Valencia. Es hijo de Miguel, un ebanista, y Encarnación, quien murió de un ataque epiléptico cuando Ricart tenía tan solo tres años. Tiene una hermana, Encarna. Debido a la muerte de su madre, su padre, a quien Ricart se refiere como un borracho y un frecuente maltratador, lo mandó al Colegio de niños huérfanos de San Juan Bautista en Valencia. No se conocen incidentes en esta etapa de su vida.
Tras su paso por el colegio religioso recibió una beca para estudiar en la Universidad Laboral de Cheste como internado pero su comportamiento comenzó a deteriorarse debido a, entre otras cosas, las malas compañías y fue sancionado con la pérdida de la beca y, por lo tanto, enviado de vuelta a una escuela pública en Catarroja. La relación con su padre se fue deteriorando cada vez más, aunque la relación con su hermana era estable. La mala relación con su progenitor le hizo abandonar el domicilio familiar a los 15 años; una fuga que solo duraría un día.
A los dieciséis años abandonó el colegio y se puso a trabajar en el campo, sustituyendo así a su padre, quien en ese momento estaba desempleado. Durante esta época Ricart comenzó a frecuentar las discotecas locales y a experimentar con la droga. A los dieciocho años se fue a vivir con su novia y dos hermanas de esta, y a los veinte se unió a la Legión como Voluntario especial, motivado por el interés en dicho cuerpo militar como también por haberse quedado sin trabajo y las peleas continuas por el dinero con su novia. Con la Legión permanece en Málaga dieciocho meses. Parte del dinero que gana es enviado a su compañera sentimental, que en algún momento se queda embarazada y da a luz a una hija, María Rosa Ricart.
Tras su vuelta a Catarroja se puso a trabajar en un concesionario Opel. Dicho trabajo le duró tan solo seis meses debido a su mala relación con el encargado. Pasó un tiempo en paro para después comenzar a trabajar en la fábrica de hielo de ”Mercavalencia”, aunque rápidamente abandonó dicha ocupación. Durante ese tiempo se separó de su pareja y se fue a vivir a casa de Antonio Anglés, a quien conocía desde antes de alistarse en la Legión y quien fue su proveedor de drogas habitual. Junto a él y otro hermano de Anglés, Roberto, con frecuencia realizaba robos a bancos. Durante este periodo ingresó por primera vez en la cárcel.

## Investigación y arresto
La mañana del 27 de enero de 1993, tras el hallazgo de los cuerpos por parte de dos apicultores en el paraje de La Romana, la Guardia Civil y la Policía Nacional estaba puesta en dar con los culpables.
Un volante médico hecho pedazos entre romeros junto a la tumba de las menores guio a los agentes hasta la casa de Neusa, la matriarca de los Anglés. El parte médico llevaba escrito el nombre de Enrique Anglés, uno de los hermanos de Antonio, quien era esquizofrénico. Cuando los agentes llegaron al piso, no pudieron dar con Antonio.
Según Juan Miguel Pérez, un entonces miembro de la Guardia Civil, Miguel Ricart «acudió por su propio pie a la casa» y una vez allí «nos lo llevamos al cuartel de Patraix. Pero solo como amigo de Antonio, para interrogarlo a ver qué sabía acerca de por dónde se movía Anglés».
Los investigadores le tomaron declaración pero Ricart no arrojó mucha información y aunque los agentes hubieran terminado de interrogarlo «parecía que le reconcomiera alguna cosa». Un Guardia Civil reconoció a Ricart de haberlo arrestado en una ocasión así que le tomaron una segunda declaración.
Pérez y otros miembros de la Guardia Civil fueron los encargados de hacerle preguntas a Ricart y según él «Anglés lo dominaba por completo. Lo manejaba a su antojo». Debido a esto comenzaron a hacer sugerencias sobre su orientación sexual. «Le dije, 'venga, Miguel, que sabemos que Anglés hasta te obligaba a tener sexo con él'». Según Pérez, a raíz de eso Ricart comenzó a hablar.
La primera versión que dio fue que él no había tenido nada que ver con la muerte de Miriam, Toñi y Desirée, aunque sí confesó que estaba en el lugar de los crímenes y que colaboró en el rapto.

### Crimen según Ricart
Ricart dio varias versiones contradictorias sobre los hechos que acaecieron la tarde-noche del 13 de noviembre de 1992 en el municipio de Alcácer y en sus proximidades.

##### Manifestación voluntaria
0:50 horas del día 28 de enero de 1993. Manifiesta que conoce a Enrique Anglés (cuyo nombre aparecía en el volante médico hallado a pie de fosa) pero que éste tiene una enfermedad mental y es inofensivo, al contrario que Antonio Anglés, que es muy agresivo y violento y capaz de hacer cualquier cosa. En noviembre y parte de diciembre de 1992 dice que ha estado en la cárcel modelo de Valencia. También confirma que tiene un coche blanco modelo Opel Corsa.
Tras comprobar la Guardia Civil que Ricart mentía y el 13 de noviembre no estaba en la cárcel, además de que tenía un coche blanco como el que una testigo afirmaba haber visto el día de los hechos recogiendo a unas chicas en Picassent, a las 05:40 h del día 28, Miguel Ricart fue detenido por Pablo Pizarro Plaza, sargento primero de la 311 Comandancia e instructor. Pablo Pizarro Plaza procedió a leerle sus derechos. Hasta ese momento Ricart no estaba oficialmente detenido.

##### Primera declaración
23:55 del día 28 de enero de 1993. En una primera declaración autoinculpatoria no se pudo recabar información sobre la hora del secuestro de las tres adolescentes. Ricart declaró que el vehículo usado fue un Seat Ronda azul y no un Opel Corsa blanco. También señaló que las tres habían aceptado una invitación por parte suya y de Anglés para ir a tomar algo, a sabiendas de que eran menores y que iban con intención de ir a una fiesta de instituto en la discoteca Coolor en Picassent; además, cuando el coche en el que viajaban superó dicha discoteca Ricart no menciona que hubiera ni la más mínima protesta por su parte.
Ricart afirmó que durante el secuestro no se ejerció violencia alguna sobre las niñas, ni verbal ni física por parte suya, además, señala que se quedó a solas con Desirée, y que tuvo relaciones con ella, aunque no aclara si fue forzado o no. No indicó ningún intervalo temporal previo a sus muertes, excepto el de veinte minutos transcurrido desde que Anglés se lleva a Miriam hasta que se escuchan tres disparos. Después de los asesinatos se dirigen en el coche hasta la caseta de La Romana para recoger una moqueta, regresan, las envuelven con ella, las meten en el maletero y se encaminan de nuevo al entorno de la caseta, donde las entierran.

##### Segunda declaración
El 29 de enero de 1993 hizo una ampliación de su declaración anterior, en la que se observa cómo se resuelven gran parte de las inconsistencias de la primera. Por primera vez, Miguel señala un horario afirmando que fue a las ocho de la tarde cuando Antonio y Miguel salen de la casa de los Anglés en Catarroja, en dirección a Picassent. El vehículo utilizado ya no es el Seat Ronda, sino el Opel Corsa blanco V-7757-BJ de Ricart. Un coche blanco pequeño con dos puertas, que cuadra con el testimonio de la señora Badal. Una de las menores protesta al sobrepasar Coolor, pero las engañan diciéndoles que iban a recoger unas cosas. Reafirma que en el secuestro no hubo violencia verbal ni física alguna contra las tres adolescentes.
El lugar de los hechos es el entorno de una fábrica situada a la derecha del camino Venta Cabrera, Montroy, Montserrat, Real de Montroy y Llombay. Miriam y Desirée reaccionan al escuchar los gritos de Toñi y preguntan "¿qué pasa?" Desirée se queda sola con Miguel Ricart, y según Ricart, "le comió la cabeza [para que tuviera sexo con él]". Pero más adelante dice que Desirée se niega, se queda paralizada y le araña; lo cual se interpretó como una violación.
Ya había intervalos temporales: 10 minutos con Toñi, de tres horas y media a cuatro horas con Miriam, y media hora con Desirée, hasta que se escucharon los disparos. Después de matar a las niñas, se van a la caseta de Alborache a por una azada y un pico, luego a la caseta de La Romana a por la moqueta y después al entorno de la fábrica; las meten en el maletero del coche y vuelven al entorno de la caseta de La Romana, donde las entierran. Según Ricart, cavan la fosa él con la azada y Anglés con el pico en media hora.

##### Tercera declaración
El 2 de marzo de 1993, Ricart hizo en los juzgados de Alzira la declaración más completa y que se consideró como la más creíble. Según su versión, los hechos se desarrollaron en el interior de una caseta de La Romana, detalla las violaciones a cada una de las chicas. Ayudó a Anglés en las agresiones sujetando las piernas de las víctimas. También reconoce que violó a Desirée pero obligado por Antonio. Dejaron a las niñas atadas y se dirigieron a comprar la cena a un bar de Catadau antes de continuar violándolas. Por la mañana Anglés cavó el agujero donde enterrarían a los cadáveres y golpeó a las niñas con una honda a pie de fosa cuando se pusieron a gritar y apuñaló a otra en la espalda.
Después de muertas Antonio colocó en el fondo de hoyo la moqueta, tiró un cuerpo tras otro en el interior y de modo que quedaban apilados para taparlos con el resto de la moqueta y a continuación tirar la tierra encima, para lo cual Antonio requirió a Ricart a que le ayudara, lo que así hizo éste con la azada mientras Antonio enterraba con la parte más ancha del pico. Una vez cubrieron de tierra la fosa arrancaron matorrales y arbustos y los tiraron por encima y los plantaron para disimular la existencia de tierra movida, así como Antonio se puso a buscar los casquillos hasta que los encontró.

##### Cuarta declaración
29 de marzo de 1993. Ricart no se ratifica en las declaraciones anteriores y dice desconocer totalmente los hechos. La noche del crimen fue a un restaurante chino con su novia y varios hermanos Anglés y después de copas por Valencia y Catarroja, quedándose a dormir en casa de su amigo Antón Partera Zafra, por lo que afirma que no pudo participar en el crimen.

##### Quinta declaración
3 de septiembre de 1993. Introduce en los hechos a dos personas más, Mauricio Anglés, hermano de Antonio, y a un tal “Nano” del que desconoce su identidad. Que iban los cuatro en el coche cuando recogieron a las niñas. Que colaboró y ayudó a la inhumación de los cadáveres de las niñas en la caseta de La Romana, que cavaron una fosa Ricart, Antonio Anglés y Mauricio Anglés, en la noche del 13 de noviembre de 1992, no recordando exactamente el punto donde se realizó. Que no participó en la muerte de las niñas. Que presenció como se mataba a una de las niñas, que como era de noche no puede precisar de quien se trataba. Neusa Martins, la madre de Antonio y Mauricio, conocía los hechos y le entregó dos millones de pesetas a Antonio para que huyese a Brasil.

##### Sexta declaración
30 de septiembre de 1994. Se ratifica en la declaración anterior, los hechos se desarrollan en la caseta de La Romana, Ricart se queda en el coche mientras escucha como Antonio y Mauricio Anglés junto con el Nano violaban y agredían a las niñas durante 1 hora antes de escuchar tres disparos. Esto sucedió al aire libre cerca de la fosa, no dentro de la caseta. Se desdice de anteriores declaraciones y niega que viese como a Antonio Anglés se le encasquillaba la pistola o la distancia a la que se produjeron los disparos. Tampoco sabe por qué mencionó la posición de los cadáveres.

## Vida en libertad
Tras salir de la cárcel de Herrera de la Mancha en Ciudad Real el 29 de noviembre de 2013, Ricart se ha mantenido casi en el anonimato, aunque los medios han sido capaces de localizarlo y contactar con él en más de una ocasión.  El entonces secretario general de Instituciones Penitenciarias, Ángel Yuste, declaró que el exconvicto no tenía «pronóstico favorable de reinserción».
Ricart mantiene su inocencia incluso fuera de la cárcel y tras haber cumplido su condena. En una entrevista con el programa Espejo Público declaró ser «un cabeza de turco» y que «lo que le hicieron a esas niñas no tiene perdón de Dios» Previamente, en 1999, había hecho las mismas declaraciones donde además afirmaba que «la verdad del caso Alcàcer no ha salido» y que «Antonio Anglés fue asesinado en España». Antes de dictarse sentencia el 5 de septiembre de 1997, Ricart manifestó que «sólo quiero decir que soy inocente y que tengo la conciencia muy tranquila».
El 18 de enero de 2021, Ricart fue descubierto por la Policía Nacional en un piso okupa del distrito de Carabanchel, Madrid cuando presuntamente iba a comprar droga. El 20 de diciembre de 2022 los Mozos de Escuadra y la Guardia Urbana de Barcelona lo detienen en un narcopiso del Raval por Tráfico de drogas. Los agentes de los Mozos de Escuadra y la Guardia Urbana pudieron identificar a Ricart, que estaba muy cambiado de aspecto físico después de salir de prisión en 2013.
En enero de 2023 concedió una entrevista a un canal de Youtube en la que volvió a negar cualquier participación en el crimen y definió a Anglés como «basura, carente de humanidad y sentimientos».